# 6. symfoni (Beethoven)
 For alternative betydninger, se 6. symfoni. (Se også artikler, som begynder med 6. symfoni)
6. symfoni i F-dur (opus 68) - også kendt som Pastoralesymfonien - er en symfoni skrevet af Ludwig van Beethoven.
Symfonien blev uropført ved en fire timer lang koncert (sammen med bl.a. 5. symfoni) på Theater an der Wien i Wien den 22. december 1808 med titlen "Erindringer om landlivet" (forsynet med Beethovens tilføjelse "...mere udtryk for følelse end maleri").
Symfonien har fem satser hver med en titel (nedenfor angives de enkelte satsers længde på en CD-optagelse med symfoniorkestret Concertgebouworkest fra Amsterdam (fra serien Classical Gallery). Hele symfonien varer ca. 45 minutter.
1. Erwachen heiterer Empfindungen bei der Ankunft auf dem Lande, (Behagelige følelsers opvågnen ved ankomsten til landet) - Allegro ma non troppo - (10:28 min.)
2. Szene am Bach, (Scene ved bækken) - Andante molto mosso - (13:23 min.)
3. Lustiges Zusammensein der Landleute, (Bøndernes muntre samvær) - Allegro - (5:12 min.)
4. Gewitter, Sturm, (Uvejr, storm) - Allegro - (3:49 min.)
5. "Hirtengesang" Frohe und dankbare Gefühle nach dem Sturm, (Hyrdesang. Glade og taknemmelige følelser efter stormen) - Allegretto - (10:35 min.)

Beethoven lod sig inspirere af sine følelser til naturen og livet på landet. Symfonien indledes med en fredfyldt og opmuntrende sats, som skildrer komponistens følelser, da han kommer på landet. Andensatsen, som Beethoven kalder "Ved bækken", anses ofte for en af hans smukkeske og mest fredfyldte kompositioner. Den begynder med strygernes motiv, som efterligner et vandløbs rislende lyde.
Tredje sats er symfoniens scherzosats, som skildrer landsbyens dans og lystighed. Fjerde sats i f-mol skildrer et voldsomt uvejr med ufortrøden realisme, i begyndelsen blot nogle dråber regn, der fører til satsens højdepunkt med torden og lyn, kraftig vind og regnvejr.
Lige som mange klassiske finaler har femte og sidste sats et symmetrisk tema i 6/8 takt, der gradvist bygges op til en ekstatisk kulmination med alle instrumenter. Temaet viser her hyrdernes lovsang og taknemmelighed. Stemningen er umiskendeligt fyldt med glæde og fryd.